# Тевофлос
Тевофлос або Теофілус — негус Ефіопії з Соломонової династії. Був братом Йясу I, одним із чотирьох синів Фасілідеса.

## Життєпис
Після убивства його племінника Текле Гайманота I Тевофлоса було звільнено з ув'язнення на горі Вегні, після чого він зійшов на ефіопський престол. Спочатку він зіткнувся з суперником в особі чотирирічного сина свого племінника, якого підтримувала цариця-мати Малакотавіт. Утім, Тевофлос швидко упорався з суперниками, звинувативши їх у вбивстві негуса Текле Гайманота, й відправив у вигнання.
Спочатку Тевофлос поводився так, ніби не збирається шукати винуватців у вбивстві Йясу I, а коли винуватці втратили пильність, почав діяти. Звинувативши свого племінника у вбивстві батька, назвав його іргум (проклятий). Так його знають і досі. Малакотавіт публічно повісили, а її двох братів було заколото списами. Таким чином одного дня було страчено 37 людей, причетних до вбивства Йясу I.
Його правління було неспокійним. 1709 Небане Йоганнис був проголошений імператором під час повстання, що тривало до липня 1710 року. Також Тевофлос був змушений підтримати одну з головних течій ефіопської церкви, що відома під назвою кибат, що спричинило невдоволення значної частини населення на чолі з ченцями з монастиря Дебре-Лібанос. Негус був змушений піти на такий крок під тиском Годжама.
Помер імператор за загадкових обставин.